# Hectometer
| Grotere/kleinere eenheden | Grotere/kleinere eenheden | Grotere/kleinere eenheden |
| factor                    | naam                      | symbool                   |
| ------------------------- | ------------------------- | ------------------------- |
| 10−15                     | femtometer of fermi       | fm                        |
| 10−12                     | picometer                 | pm                        |
| 10−10                     | ångström                  | Å                         |
| 10−9                      | nanometer                 | nm                        |
| 10−6                      | micrometer of micron      | µm                        |
| 10−3                      | millimeter                | mm                        |
| 10−2                      | centimeter                | cm                        |
| 10−1                      | decimeter                 | dm                        |
| 1                         | meter                     | m                         |
| 101                       | decameter                 | dam                       |
| 102                       | hectometer                | hm                        |
| 103                       | kilometer                 | km                        |
| 106                       | megameter                 | Mm                        |
| 109                       | gigameter                 | Gm                        |
| 1012                      | terameter                 | Tm                        |

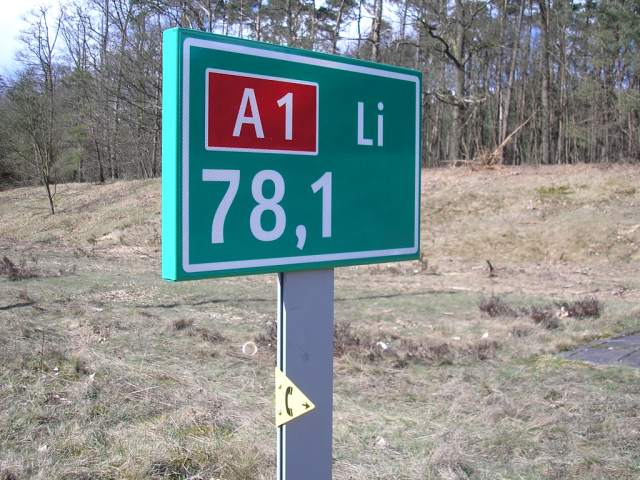
Hectometerpaaltje

Een hectometer (hm) is een lengte van 100 meter.

## Hectometerpaaltjes
De bordjes om de 100 meter langs provinciale wegen en rijkswegen worden nog wel hectometerpaaltjes genoemd.